# Kiimarivier (Muoniorivier)
Kiimarivier (Zweeds – Fins: Kiimajoki) is een rivier, die stroomt in de Zweedse  gemeente Pajala. De rivier ontvangt haar water van de noordelijke hellingen van de Kiimaheuvelrug (Kiimajoenharjut). De rivier stroomt naar het zuidoosten. Ze is circa zes kilometer lang.
Afwatering: Kiimarivier → Muodosrivier → Merasrivier → Muonio → Torne → Botnische Golf